# Leittextmethode
Der Begriff Leittextmethode „kennzeichnet ein Ausbildungsverfahren, bei dem Auszubildende bei der Bewältigung von praktischen Aufgaben durch schriftliche Unterlagen – Texte – angeleitet werden.“

## Entstehung der Leittextmethode
Die Leittextmethode ist „nicht in der pädagogischen Theorie, sondern in der betrieblichen Praxis entwickelt“ worden. „Die ersten Formen von Leittexten entstanden bei Daimler-Benz in Gaggenau, Mitte der 70er Jahre. Die üblichen Unterweisungen der Ausbilder wurden als Tonbildschauen zusammengestellt. Die Auszubildenden bearbeiteten diese selbständig, gestützt auf einen Text, der mit einem kleinen Test abschloss. Die Testergebnisse zeigten dem Ausbilder, was die Auszubildenden selbst gelernt hatten und wo noch Lücken zu schließen waren.“
Begründet wurde die Entwicklung der Leittextmethode, weil die Einführung der Projektmethode in der betrieblichen Ausbildung „z. T. zu Schwierigkeiten in der systematischen Vermittlung von Grundfertigkeiten“ führte. Auf der anderen Seite waren die Unternehmen nicht zufrieden mit der bisherigen Vier-Stufen-Methode. Diese hat sich seit „den 30er Jahren in der betrieblichen Berufsausbildung durchgesetzt, und sie gilt auch heute noch vielfach als die wirksamste (häufig auch einzige) Methode zur Vermittlung psychomotorischer Fähigkeiten. Ihre Wurzeln hat sie in den USA, wo im Zuge der Ausbreitung der Fließfertigung nach rationellen Anlernverfahren gesucht wurde, mit deren Hilfe Arbeiter möglichst schnell und zuverlässig sich wiederholende Handgriffe erlernen können.“ Die 4-Stufen-Methode wurde zwar in den Jahren immer weiter entwickelt, aber es ließen sich bestimmte Lernziele mit den bisherigen Methoden nicht hinlänglich vermitteln. Diese „bestimmten Lernziele“ werden von den Unternehmen heute als „Schlüsselqualifikationen“ bezeichnet.
Zusammenfassend zeigen die zitierten Quellen, dass das Bundesinstitut für Berufsbildung in den 1990er die Auffassung vertrat: die 4-Stufen-Methode war dem Zeitalter des Taylorismus angemessen, während später, auf Grund des technologischen Wandels in der Produktion, die Leittextmethode „bestimmte Lernziele“ – Schlüsselqualifikationen – besser vermitteln sollte. Es galt die Devise: „Facharbeiter sollen heute und in der Zukunft in der Lage sein in Zusammenhängen zu denken.“
Bereits die im März 1972 herausgegebene „Empfehlung eines Schemas für Ausbildungsordnungen der Monoberufe“ greift diesen Grundgedanken auch auf. Zwar schreibt der Bundesausschuss für Berufsbildung keine Unterrichts- bzw. Ausbildungsmethoden vor, sondern nur inhaltliche Vorgaben, aber er empfiehlt zum §3 Ausbildungsberufsbild: „ [...] Dabei ist anzugeben, daß die Kenntnisse in der Ausbildungsstätte fachpraktisch und anwendungsbezogen zu vermitteln sind.“ In vielen Ausbildungsordnungen steht daher unter § 3 Abs. 4: „Die [...] genannten Fertigkeiten und Kenntnisse sollen so vermittelt werden, dass der Auszubildende [...] zur Ausübung einer qualifizierten beruflichen Tätigkeit befähigt wird, die insbesondere selbständiges Planen, Durchführen und Kontrollieren einschließt.“

## Theorie der Leittextmethode
Noch 1987 schrieben die Autoren des Bundesinstitut für Berufsbildung (BIBB): „Sie werden bei der Lektüre dieses Bandes auch feststellen, daß ... eine systematische Begründung und Ableitung des Leittextsystems bisher fehlen.“ In der 1991 erschienenen 2. Auflage reicht das BIBB eine theoretische Begründung nach.
„Das Grundprinzip der Leittext-Methode besteht darin, Auszubildende so anzuleiten, daß sie möglichst viel eigenständig lernen.“ „Ein Leittext besteht in der Regel aus
1. Leitfragen
2. Arbeitsplan
3. Kontrollbogen und
4. Leitsatz“ (Ebd.)

Kernelement für die theoretische Begründung des BIBB ist das Modell der vollständigen Handlung. Dieses Modell der vollständigen Handlung stellt „idealtypisch dar, wie z. B. ein Facharbeiter einen kompletten Arbeitsauftrag ausführt.“ Wenn nun das „gewünschte Verhalten des Facharbeiters mit der vollständigen Handlung beschrieben werden kann, soll die Ausbildungsmethode entsprechend strukturiert werden.“
Eine vollständige Handlung lässt sich nach ihrer Meinung in 6 Stufen aufteilen. Damit nun jeder Auszubildende eine vollständige Handlung durchführt, kommt „es für eine effektive Ausbildung darauf an, für jede einzelne der sechs Stufen eine Strategie zu wählen, die sicherstellt, dass jeder Auszubildende sowohl innerlich wie äußerlich vollständige Handlungen ausführt. Diese sind
- zur Information

die Bearbeitung von Leitfragen
- zur Planung

die Erstellung schriftlicher Arbeitspläne
- zur Entscheidung

ein Fachgespräch mit dem Ausbilder über die Arbeitsplanung und die Beantwortung der Leitfragen
- zur Ausführung

die Durchführung einer praktischen Aufgabe
- zur Kontrolle

die Selbst- und Fremdkontrolle anhand von Kontrollbögen (Soll - Ist Vergleich)
- zur Auswertung

ein weiteres Fachgespräch über die Kontrollergebnisse und die Möglichkeiten der zukünftigen Fehlervermeidung.“
Die Autoren unterscheiden innere und äußere Abläufe einer vollständigen Handlung. „Während sich die äußeren Abläufe relativ leicht sicherstellen lassen, liegt das pädagogische Problem vor allem in der Strukturierung und Sicherstellung der inneren Abläufe, die ja in besonderer Weise für die Vollständigkeit der Handlung wichtig sind. Die Leittextmethode löst dieses Problem, indem sie auch diese inneren Abläufe quasi nach außen verlegt. Dies geschieht, indem das, was sonst nur gedacht wird, während der Ausbildung aufgeschrieben werden muß.“
Durch den inneren Ablauf (besser: die vollständige Handlung) erhoffen sich die Autoren des bibb, dass sich im Kopf des Auszubildenden „semantische Netzwerke“ bilden. Amerikanische Forscher (Rummelhart, Lindsay und Norman) gehen davon aus, „daß im Gehirn Begriffe im Zusammenhang mit ihrer Verwendung gespeichert werden.“ Wenn nun die Auszubildenden durch den äußeren Ablauf – die sechs Stufen – zu „inneren Fragen ... in der Informationsphase“ oder „durch die Notwendigkeit der schriftlichen Arbeitsplanung“ (Ebd.) angeregt werden, „kann gleichzeitig der Aufbau leistungsfähiger semantischer Netzwerke erwartet werden.“ (Ebd.)

## Kritik
Die Frage, die sich die Leittextmethode gefallen lassen muss, ist: Wie selbständig lernen die Auszubildenden denn wirklich mit der Leittextmethode? Wenn man nämlich etwas genauer hinschaut, ähnelt die Leittextmethode der 4-Stufen-Methode und damit der programmierten Unterweisung.
Wenn man aber fordert, dass der zukünftige Facharbeiter selbstverantwortlich Handeln und zur kritischen Reflexion fähig sein soll, genügt die Leittextmethode den Ansprüchen an eine fortschrittliche Berufsausbildung nicht. Diese sollte wenigstens die folgenden Merkmale aufweisen:
- „Betrachtung des Lernenden als aktiv Handelnden.
- Einbringung der ganzen Persönlichkeit, d. h. Beteiligung von Kopf, Herz und Hand (vgl.  Pestalozzi).
- Erarbeitung von Handlungsergebnissen mit Gebrauchswert.
- Schülermitbestimmung bei der Gestaltung von Handlungsprozessen (Planung, Durchführung, Auswertung)
- Orientierung an Erfahrung und Interesse der Schüler.
- Schaffung von Motivation durch sinnvolle Aufgaben (Handlungsziele, Handlungsprodukte).
- Verringerung der Ortsgebundenheit, Abkehr von Fächertrennung zugunsten ganzheitlicher, objektbezogener Lernprozesse.“[16]

## Ausblick
Das durch die Bundesregierung im April 1997 beschlossene Paket „Reformprojekt Berufliche Bildung – flexible Strukturen und moderne Berufe“ begründete die Modernisierung vieler Ausbildungsordnungen. Bei dieser Neuordnung der Berufe, die im Jahr 1998 mit 71 Berufen, von denen 17 neu (u. a. Glasbläserin, Mechatronikerin) waren, startete, wird vermehrt auf das Lernfeldkonzept statt auf die Leittextmethode gesetzt. Dieses Modell soll ganzheitlicher sein.